# Runcina inconspicua
Runcina inconspicua is een slakkensoort uit de familie van de Runcinidae. De wetenschappelijke naam van de soort werd voor het eerst geldig gepubliceerd in 1901 door A. E. Verrill.